# Jacques Gernet
Pour les articles homonymes, voir Gernet.
Jacques Gernet, né à Alger le 22 décembre 1921 et mort le 3 mars 2018 à Vannes, est un sinologue français.
Son ouvrage majeur est Le Monde chinois, publié en 1972 puis traduit dans de nombreuses langues. Il est aujourd'hui encore une référence pour qui s'intéresse à l'histoire de la Chine ancienne et moderne, donnant une vision complète et détaillée du néolithique à l'époque contemporaine.

## Biographie
Jacques Gernet est le fils de l'helléniste Louis Gernet.

### Carrière
Jacques Gernet obtient une licence de lettres classiques à l'université d'Alger en 1942. Ses études sont interrompues par la guerre : il est mobilisé entre 1942 et 1945. Il est ensuite diplômé de chinois à l'École nationale des langues orientales vivantes en 1947 et à l'École pratique des hautes études (EPHE) en 1948. Il a été l'élève de Paul Demiéville. Il devient membre de l'École française d'Extrême-Orient, avant d'être chercheur au CNRS et boursier du Yomiuri Shimbun au Japon.
Il est docteur ès lettres en 1956. De 1955 à 1992, il est directeur d'études à l'EPHE, VIe section, puis à l'École des hautes études en sciences sociales.Il enseigne parallèlement la langue et la civilisation chinoises à la Faculté des lettres de Paris (Sorbonne) en 1957, en tant que maître de conférences, puis accède au titre de professeur en 1959.
En 1960, il signe le Manifeste des 121, déclaration sur le « droit à l'insoumission » dans le contexte de la guerre d'Algérie.
En 1968, il fonde l'Unité d'enseignement et de recherche des Langues et civilisations de l'Asie de l'Est (université Paris-VII), qu'il dirige jusqu'en 1973.
Enfin, il entre au Collège de France, titulaire de la chaire d'histoire sociale et intellectuelle de la Chine (1975-1992).
Le 8 juin 1979, il est élu membre ordinaire de l'Académie des inscriptions et belles-lettres. Il est officier de la Légion d'honneur, commandeur de l'Ordre des Palmes académiques.

## Distinctions
- Prix Giles de l'Académie des Inscriptions et Belles-Lettres (1957)
- Prix Saintour de l'Académie des Inscriptions et Belles-Lettres (1970)
- Prix Stanislas Julien de l'Académie des Inscriptions et Belles-Lettres (1972)
- Prix Broquette-Gonin de l'Académie française (1982)[4]

## Publications

### Ouvrages
- 1949 : Entretiens du maître de dhyâna Chen-houei du Ho-tsö (668-760), Hanoi, EFEO (PEFEO, 31), [réimpr. 1974].
- 1956 : Les Aspects économiques du bouddhisme dans la société chinoise du Ve au Xe siècle, Saigon, EFEO (PEFEO, 39), [réimpr. 1977 ; trad. chinoise, 1987 et 1994 ; anglaise, revue et augmentée, 1995].
- 1959 : La Vie quotidienne en Chine à la veille de l'invasion mongole, Paris, Hachette, [réimpr. 1978, 1990 ; trad. anglaise, 1962 ; rééd. 1977 et années suivantes ; hongroise, 1980 ; chinoise, 1982 ; italienne, 1983 ; japonaise, 1990 ; nouvelle trad. chinoise, 1995].
- 1964 : La Chine ancienne : Des origines à l'Empire, Paris, PUF (« Que sais-je ? »), [réimpr. ... 1977, ... 1995, 2005 ; trad. ... russe, 2004].
- 1970 : Catalogue des manuscrits chinois de la Bibliothèque nationale, fonds Pelliot de Touen-houang, vol. 1, Paris, Bibliothèque nationale. Avec Wu Chi-yü.
- 1972 : Le Monde chinois, Paris, A. Colin, [réimpr. 1980, 1990 ; rééd. poche en 3 tomes chez Pocket, 2006 ; trad. italienne, 1978 ; allemande, 1979 ; anglaise, 1982, 1982, 1983, 1985 ; roumaine, 1985 ; coréenne, 1985 ; espagnole, 1991 ; trad. chinoises, 1990 et 1995 ; anglaise, revue et augmentée, 1996; trad. hongroise, 2001].Critique de l'édition française de 1972 : « On ne saurait trop recommander la lecture — et la pratique — de l'ouvrage de Jacques Gernet à quiconque s'interroge sur la place de la civilisation chinoise dans l'histoire universelle. “L'objet de ce livre, rappelle l'auteur, dans son introduction, est de servir d'introduction à l'histoire du monde chinois.” C'est donc bien à une sorte de manuel que nous avons affaire, mais à un manuel qui, par l'étendue du sujet traité, la diversité des voies d'approche, la clarté de l'exposition, la richesse de la documentation et, surtout, l'importance accordée aux résultats de la recherche historique extrême-orientale, qu'elle soit chinoise ou japonaise, constitue la meilleure synthèse accessible pour le moment [en 1973] en langue française. »[5]Critique de l'édition anglaise de 1982 : (en) « When published in 1982, this translation of Professor Jacques Gernet's masterly survey of the history and culture of China was immediately welcomed by critics and readers. This revised and updated edition makes it more useful for students and for the general reader concerned with the broad sweep of China's past. Written with an elegant and flowing narrative, the essential virtue of Jacques Gernet's book is to see the history of Chinese civilization as a whole. Yet within the synthesis of the trends - social, political, religious, scientific, artistic - that make up China's past and present, the author never loses sight of the telling detail that brings history to life. A History of Chinese Civilization is illustrated by a wide range of photographs, many maps, line drawings and tables. A detailed and updated chronological table and full bibliography complement the text and the expanded index now includes Chinese characters. »[2]
- 1982 : Chine et christianisme, action et réaction, Paris, Gallimard, [rééd. sous-titrée : La première confrontation, 1991 ; trad. allemande, 1984 ; italienne, 1984 ; anglaise, 1985 ; espagnole, 1989 ; chinoises, 1989 et 1991 ; japonaise, 1996].
- 1991 : Tang Zhen, Écrits d'un sage encore inconnu, Paris, Gallimard.
- 1994 : L'Intelligence de la Chine : le social et le mental, Paris, Gallimard.
- 2005 : La Raison des choses : Essai sur la philosophie de Wang Fuzhi (1619-1692), Paris, Gallimard.
- 2007 : Société et pensée chinoises aux XVIe et XVIIe siècles (résumés des cours du Collège de France, 1975-1992), Paris, Fayard/Collège de France.

### Articles
- Jacques Gernet, « Être enterré nu », Journal des savants, Persée, vol. 1, no 1,‎ 1985, p. 3-16 (DOI 10.3406/jds.1985.1484, lire en ligne)
- Jacques Gernet, « Clubs, cénacles et sociétés dans la Chine des XVIe et XVIIe siècles », Comptes rendus des séances de l'Académie des Inscriptions et Belles-Lettres, Persée, vol. 130, no 4,‎ 1986, p. 676-685 (DOI 10.3406/crai.1986.14438, lire en ligne)
- Jacques Gernet, « L'École française d'Extrême-Orient et les études chinoises », Comptes rendus des séances de l'Académie des Inscriptions et Belles-Lettres, Persée, vol. 144, no 4,‎ 2000, p. 1501-1505 (DOI 10.3406/crai.2000.16226, lire en ligne)
- Jacques Gernet, « Della entrata della Compagnia di Giesù e Christianità nella Cina de Matteo Ricci (1609) et les remaniements de sa traduction latine (1615) », Comptes rendus des séances de l'Académie des Inscriptions et Belles-Lettres, Persée, vol. 147, no 1,‎ 2003, p. 61-84 (DOI 10.3406/crai.2003.22540, lire en ligne)